# Convertisseur de rouille

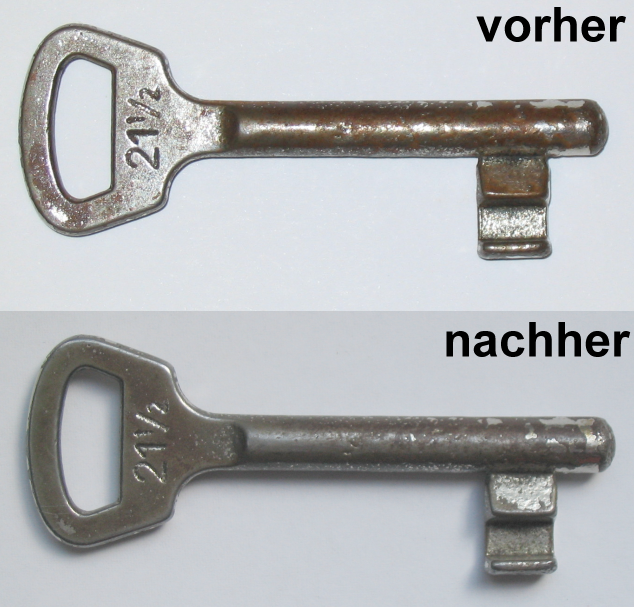
Image d'une clé avant et après utilisation d'un convertisseur de rouille (ici du Coca-cola)

Un convertisseur de rouille est un produit destiné à être appliqué sur des éléments en fer ou en alliage ferreux et qui transforme la rouille dont ils sont attaqués en un composé plus résistant et formant une barrière protectrice.
Les convertisseurs de rouille sont notamment basés sur l'action des tanins sur l'oxyde de fer. L'acide tannique,, et le pyrogallol (ou des dérivés), qui transforment l'oxyde de fer en tannate de fer bleu-noir, sont utilisés comme ingrédients principaux. Les convertisseurs de rouille peuvent aussi contenir de l'acide phosphorique, qui transforme l'oxyde de fer(III) Fe2O3 en phosphate de fer FePO4.